# Children-404
Children-404 è una comunità online LGBTI russa su Facebook e sul sito di social networking VK.
Il fondatore della comunità è Lena Klimova, una giornalista che vive nella città di Nižnij Tagil. È autrice di una serie di articoli su adolescenti lesbiche, gay, bisessuali, transgender e intersessuali (LGBTI) e ha pubblicato nel 2014 un libro sull'argomento. Nel 2013, ha creato una comunità online su Facebook e sul sito di social networking VK denominato Children-404, che offre agli adolescenti uno spazio per discutere dei problemi LGBTI in Russia con lo scopo di supportarsi a vicenda.

## Obiettivi
Le pagine Facebook e VK del progetto (intitolate "Children-404") pubblicano lettere da adolescenti LGBT russi che parlano dei problemi che devono affrontare nelle loro vite a causa di persone omofobiche intorno a loro - amici, parenti, compagni di classe, insegnanti e altri. Le pagine del Progetto pubblicano anche lettere di adulti con parole di supporto per gli adolescenti LGBT russi.

Il numero "404" nel titolo del progetto si riferisce al messaggio di errore Internet "Errore 404 - Pagina non trovata". Gli autori del progetto richiamano l'attenzione sul fatto che nella società russa non molte persone considerano l'esistenza di bambini gay e transgender e le sfide che affrontano in un ambiente intollerante. La descrizione del progetto afferma:
La nostra società crede che gli adolescenti gay non esistano in natura, come se persone gay, lesbiche, bisessuali e transgender arrivassero da Marte come adulti. Nel frattempo, una famiglia su venti ha un bambino LGBT, e quei Children sono invisibili "Children-404" per la società.

## Nascita

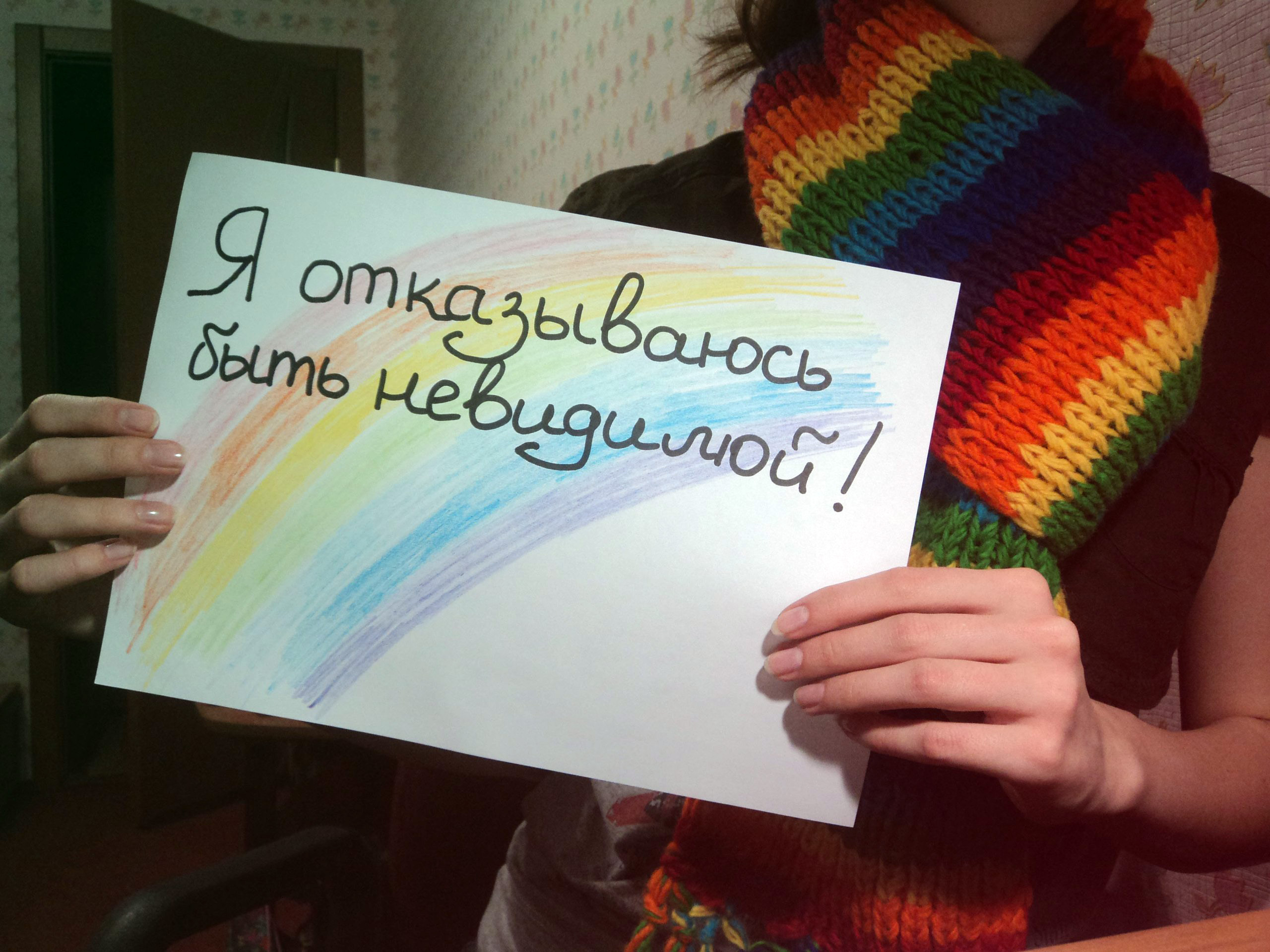
"Mi rifiuto di essere invisibile". Foto di uno dei partecipanti al progetto "Children-404".

Lena Klimova, una giovane giornalista di Ekaterinburg, ha pubblicato una serie di articoli critici sui disegni di legge parlamentari contro la "propaganda dell'omosessualità". Successivamente ha ricevuto un'e-mail da una ragazza di 15 anni che ha dichiarato di essere stata vittima di bullismo da parte dei suoi compagni di classe e dei suoi genitori a causa della sua omosessualità. La ragazza ha scritto che era sul punto di suicidarsi, ma l'articolo di Klimova le aveva fatto cambiare idea.
Successivamente, Klimova ha iniziato a documentare la vita degli adolescenti LGBT in Russia e ha creato un sito online. In meno di due settimane Klimova ha ricevuto oltre un centinaio di e-mail di risposta, e questo è ciò che le ha fatto decidere di creare un progetto di supporto online per adolescenti LGBT.
Il progetto si compone di due parti: un gruppo privato "chiuso" sul social network russo VK, il cui scopo è offrire assistenza psicologica agli adolescenti LGBT e in cui possono condividere i loro problemi e ottenere aiuto dai partecipanti adulti; e aprire progetti su Facebook e VK che pubblicano lettere di adolescenti.
Il popolare quotidiano spagnolo El Mundo ha scritto quanto segue sul progetto "Children-404" in un articolo dal titolo "Quanto sia pericoloso essere omosessuali in Russia", scrive: "Le foto mostrano volti giovani i cui occhi sono nascosti da cartelli con la scritta" Children -404". In numerose lettere gli adolescenti gridano "Noi esistiamo!" per protestare contro l'intolleranza generalizzata".

## Storia
Il progetto "Children-404" ha attirato l'attenzione al di fuori della Russia. In estate e all'inizio dell'autunno del 2013 in diverse città del mondo - New York, Oslo, Londra - sono stati organizzati raduni pubblici a sostegno degli adolescenti LGBT russi e del progetto "Children-404". Alcune delle più grandi pubblicazioni del mondo, tra cui The Washington Post, The New York Times, The Guardian e El Mundo hanno pubblicato articoli sul progetto "Children-404".
Il 5 luglio 2013 il progetto "Children-404" ha sostenuto la famiglia di Marcel Neergaard, un ragazzo gay di undici anni del Tennessee, che era diventato famoso nel suo paese natale per il suo successo nel combattere l'omofobia. Marcel e i suoi genitori hanno inviato a "Children-404" una dichiarazione a sostegno degli adolescenti LGBT in Russia.

Il 16 luglio 2013 sei membri del Sejm della Repubblica di Polonia, (Anna Grodzka, Andrzej Rozenek, Robert Biedroń, Tomasz Makovski, Maciej Banaszak e Michał Kabaciński), membri del Movimento Palikot, hanno tenuto una manifestazione a sostegno della comunità LGBT russa. Sono stati fotografati con poster che dicevano "Children-404, tu esisti! Siamo con te!"

Deputati polacchi che supportano il progetto Children-404
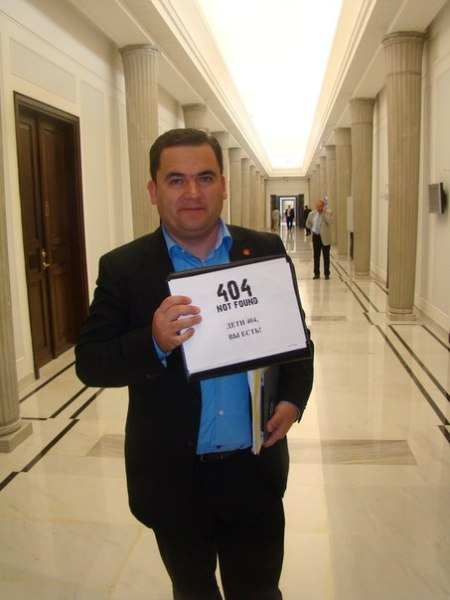
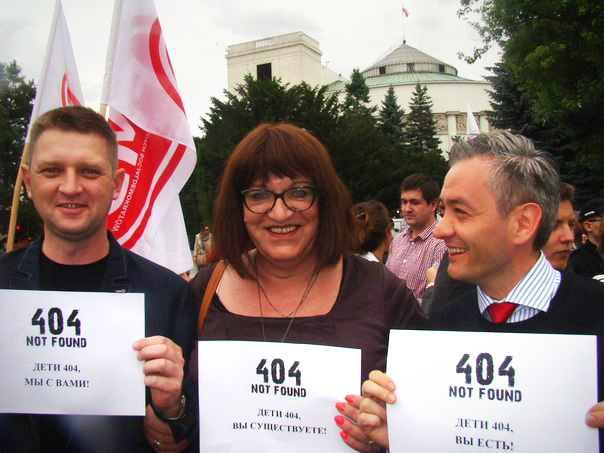
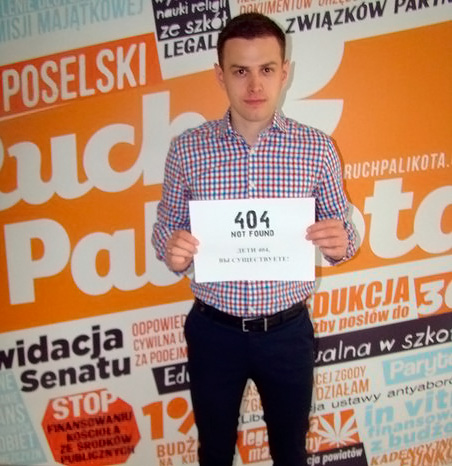
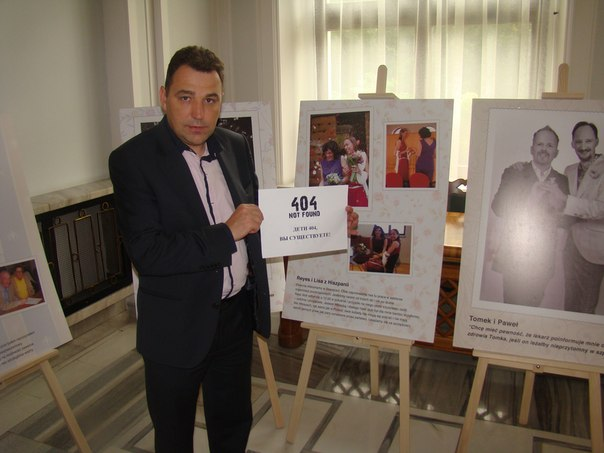

Il 5 dicembre 2013 in collaborazione con Children-404, il progetto U.S. It Get Better ha lanciato una campagna dal titolo "You are beautiful!" sul suo sito web per sostenere adolescenti LGBT russi.
Nel gennaio 2014 Lena Klimova è stata processata da un tribunale per il suo progetto (a causa della legge russa sulla propaganda gay). Il 21 febbraio 2014, le accuse sono state ritirate dopo che il tribunale ha stabilito, in consultazione con un professionista della salute mentale, che la pagina "aiuta gli adolescenti ad esplorare la loro sessualità per affrontare problemi emotivi difficili e altri problemi che possono incontrare" e non costituisce "propaganda" " sotto la legge. Vitaly Milonov, membro dell'Assemblea legislativa di San Pietroburgo che era favorevole alla legge, intendeva appellarsi alla decisione.
Nel gennaio 2015 Klimova è stata, ancora una volta, accusata di violazione della legge sulla propaganda per Children-404 e condannata a una multa di 50.000 rubli. Le accuse sono state ritirate da un tribunale di Nižnij Tagil dopo un appello. Tuttavia, a luglio 2015, Klimova è stata nuovamente incriminata e giudicata colpevole dalla stessa corte per aver violato la legge, con la stessa ammenda.

## Opinioni
Nel giugno 2013 Elena Mizulina, deputata della Duma di Stato russa e autrice della legge federale che vieta la "legge russa sulla propaganda gay", in un'intervista a Gazeta.ru, ha affermato che il progetto "Children-404" non costituisce "propaganda" ":